# 幽靈人間II鬼味人間
《幽灵人间II鬼味人间》是一部2002年上映的香港电影。由邝文伟导演，陈奕迅、谷祖琳和应采儿领衔主演，并由舒淇特别客串演出。

## 故事大纲
华和新婚妻子清，在Clara介绍下买了一间房子。
搬进新宅的第一夜，华就碰上交通意外了。
出院后的华，恍惚觉得身边一切起了某些未知的变化，一连串的怪事陆续发生。
烦恼的华重遇了由外国回来的义妹September。开朗乐天的September对华表现出无限量的支持与信赖，甚至协助华去寻求高人杨飞龙的指点。

华在龙的提示下，渐渐发现清的行为有点怪异，且对自己颇有隐瞒。
某天，华發现大厦保安在和清的神秘对话后离奇离世；
自己家被装上微型监视器；
清的前男友原来也是突然离奇死亡，而清更被对方母亲认定是凶手；
清隐瞒自己的母亲住在精神病院的真相；
二人所买的这所房子，前屋主根本就是清！

华百思不解这一切被清隐瞒的事情，俩人的关系因此陷入僵局。
然而，事实的真相却是……

## 演员
| 演员   | 角色/关系 |
| 陈奕迅 | 郭积华 Jack，清的新婚丈夫                                                                                       |
| 谷祖琳 | 麦婉清，华的新婚妻子，中学教师，為救Jack而向鬼仙求願以自身交換Jack康復                                          |
| 应采儿 | 唐月明 September，刚由国外回来的义妹，片尾被jack告知其實已经飛機失事里面成为植物人,后因为救jack而一命换一命而死 |
| 陈霁平 | Clara，清的朋友，介绍清夫妻买房子                                                                               |
| 洪朝丰 | 小黃，September介绍给华的玄学高人                                                                               |
| 郭晋安 | Paul |
| 李炜尚 | 變態佬 |
| 森森   | 麥婉清之母 |
| 羅蘭   | 老婆婆 |
| 舒淇   | June 于开头跳楼自杀身亡                                                                                         |
| 张同祖 | 麥婉清之父 |
| 陈淑兰 | 小姑 |

## 獎項
| 頒獎典禮             | 獎項             | 名字                                 | 結果 |
| -------------------- | ---------------- | ------------------------------------ | ---- |
| 第22屆香港電影金像獎 | 最佳原創電影歌曲 | 作曲：陳奕迅 填詞：林夕 主唱：陳奕迅 | 提名 |
| 第39屆金馬獎         | 最佳原創電影歌曲 | 詞:林夕 曲:陳奕迅 唱:陳奕迅          | 提名 |

## 轶事
- 这是许鞍华和邝文伟自2001年的《幽灵人间》后再次携手合作的作品。不过，这次许鞍华担任监制，把导演的工作交给本来的编剧邝文伟。[1]
- 前缉的女主角舒淇原定出演此电影，后因要拍摄office有鬼,档期与本电影相撞，只可以客串演出

<r【幽靈人間２鬼味人間】就是進不了捷運！ 的存檔，存档日期2010-03-13.</ref>

## 外部連結
- Yahoo奇摩電影上《幽靈人間II鬼味人間》的資料（繁體中文）
- 開眼電影網上《幽靈人間II鬼味人間》的資料（繁體中文）
- 豆瓣电影上《幽靈人間II鬼味人間》的資料 （简体中文）
- 时光网上《幽靈人間II鬼味人間》的資料（简体中文）
- AllMovie上《幽靈人間II鬼味人間》的资料（英文）
- 香港影庫上《幽靈人間II鬼味人間》的資料（繁體中文）
- 互联网电影数据库（IMDb）上《幽靈人間II鬼味人間》的资料（英文）